# دع الدريقة تطير
أبق الدريقة تطير (بالإنجليزية: Keep the Aspidistra Flying)‏ رواية نقدية اجتماعية، نُشرت عام 1936 للبريطاني جورج أورويل. وتدور أحداثها في لندن بثلاثينيات القرن العشرين. وموضوعها الرئيس هو طموح غوردن كومستوك الرومانسيُّ إلى مغالبة عبادة «رب المال» والمنزلة الاجتماعية، والحياة الكئيبة التي تنجم عن هذه العبادة.

## خلفية
كتبها أورويل في 1934 و1935، حين كان يعيش في عدة مناطق قرب هامبستيد بلندن، واستند فيها إلى تجاربه في هذين العامين وما قبلهما. في بداية 1928 عاش في نُزل في شارع بورتوبيلو، حيث بدأ استكشافاته التسكُّعية ونومه في العراء وتجواله في أنحاء لندن الفقيرة. حينئذ كتب بعض مسرحية كان بَطَلُها ستون محتاجًا إلى مال لإجراء عملية حاسمة في حياة ابنه، فتاجَر بجسد امرأته بدل أن يتاجر بنزاهته الفنية بانتساخ نسخة إعلانية.
انتشرت روايات أورويل الأولى في مجلة الأَدِلْفي الأدبية اليسارية التي كان يحررها السير ريتشارد رِيس (بارون ثري مثالي ضَمّ أورويل إلى رعيته). ويُلاحظ تشابه بين رِيس هذا وشخصية رافلستون، الناشر الثري في أبق الدريقة تطير. رافلستون مُدرك تمامًا منزلته الاجتماعية العالية، ومُدافع عن دخله الذي يأتيه بلا تكسُّب. وكومستوك يخمِّن في الرواية أن رافلستون يتلقى سنويًّا 2000 جنيه بعد الضرائب –وهو مبلغ كان كبيرًا مريحًا حينئذ– وقد قال رِيس في أحد مجلدات سيرته الذاتية المنشورة في 1963: «لم أنفق في سنة قط أقل من 1,000 جنيه مما كسبته بلا جهد، وأحيانًا ما أنفق أكثر كثيرًا... وكان هذا ثروة قبل الحرب، ولا سيما لرجل عازب. وكان كثير من أصحابي الاشتراكيين والمفكرين فقراء مدقِعين مقارنة بي...». وعندما اقتبس مايكل شيلدن (كاتب سيرة أورويل) الاقتباس السابق هذا، علَّق قائلًا: «وأحد أولئك ‹المدقِعين› –في 1935 على الأقل– كان أورويل، الذي كان يُعد محظوظًا إن كسب في السنة 200 جنيه... وقد أعرب عن تقديره لدعم رِيس التحريري في أدلفي، واستمتع بصحبته، لكنه لم يستطع منْع نفسه أن يشعر ببعض الغيظ من رجل لم يكن يشتغل شغلة حقيقية ومع ذلك كان يجني 4-5 أضعاف ما يجنيه هو».
في 1932 اشتغل أورويل مدرِّسًا في مدرسة صغيرة بغرب لندن. وزار بيرنهام بيتشز وغيرها من المناطق الريفية. وفي مراسلات أورويل مع بريندا سوكلد وإليانور جاك تلمحياتٌ لبيرنهام بيتشز وتجوالات الريف.
في أكتوبر 1934، بعدما قضى أورويل 9 أشهر في منزل والديه بساوثوُلد، عَثرت له خالته نيلي ليموزين على وظيفة مساعد بدوام جزئي في «زاوية محبِّي الكتب» (Booklovers' Corner)، وهو متجر كتب مستعمَلة في هامبستيد، كان يديره فرنسيس ويستروب وزوجته ميفانوي. كان الزوجان زميليْن لنيلي في حركة إسبرانتو، وكانا بسيطين في تفكيرهما، وأمدَّا أورويل بمكان إقامة مريح في ورك مانشنز بشارع پوند. وكان يشاركه في وظيفته جون كيمتشي، الذي كان يعيش أيضًا في ويستروب. فكان يعمل بعد الظهر، ويتفرغ للكتابة في الصباح، وللتواصل في المساء. واشتغل في المتجر 15 شهرًا. ونشر في نوفمبر 1936 مقالة بعنوان «ذكريات متجر الكتب»، استحضر فيها بعض ذكريات المتجر.
بحلول نهاية فبراير 1935 ، انتقل أورويل إلى شقة في تل البرلمان. كانت صاحبة المنزل، روزاليند أوبرماير، تدرس في جامعة لندن. من خلال حفل مشترك مع صاحبة المنزل، التقى أورويل بزوجته المستقبلية، إيلين أوشوغنيسي. في أغسطس، انتقل أورويل إلى شقة في بلدة كنتيش، [12] شاركها مع مايكل سايرز وراينر هيبنستول. خلال هذه الفترة كان يعمل على دع الدريقة تطير، ونشر روايتان، أيام بورما وابنة رجل الدين. في بداية عام 1936، كان أورويل يتعامل مع قضايا ما قبل النشر لـ دع الدريقة تطير أثناء قيامه بجولة في شمال إنجلترا لجمع المواد لـالطريق إلى رصيف وجان. تم نشر الرواية بواسطة جولانكز فيكتور في 20 أبريل 1936.

## العنوان
الأسبيدسترا نبات قوي طويل العمر يستخدم كمصنع منزلي في إنجلترا، ويمكن أن ينمو إلى حجم مثير للإعجاب، وحتى غير عملي. كان شائعًا بشكل خاص في العصر الفيكتوري، ويعود السبب في جزء كبير منه إلى أنه لا يتحمل ضوء الشمس الضعيف فحسب، بل أيضًا جودة الهواء الداخلي الرديئة الناتجة عن استخدام مصابيح الزيت، وبعد ذلك، مصابيح غاز الفحم. لقد فقدوا حظهم بحلول القرن العشرين، بعد ظهور الإضاءة الكهربائية. كان استخدامها منتشرًا على نطاق واسع بين الطبقة الوسطى لدرجة أنها أصبحت مزحة في قاعة الموسيقى [13] تظهر في أغانٍ مثل «أكبر أسبيديسترا في العالم»، والتي قامت جرايسي فيلدز بتسجيلها.
في العبارة الفخارية، يستخدم أورويل الأسبيدسترا، رمز تكدس مجتمع الطبقة الوسطى، جنبًا إلى جنب مع التعبير «للحفاظ على العلم (أو الألوان) ترفرف». [14] وبالتالي يمكن تفسير العنوان على أنه ساخر نصح بمعنى «الصيحة للطبقة الوسطى!»
كما استخدم أورويل العبارة في روايته السابقة «ابنة رجل الدين»، حيث تغني إحدى الشخصيات الكلمات على أنغام النشيد الوطني الألماني.
في التعديلات والترجمات اللاحقة، تم تغيير العنوان الأصلي بشكل متكرر؛ باللغة الألمانية، إلى «مباهج أسبيدسترا» بالإسبانية إلى «لا تدع الأسبيدسترا يموت» بالإيطالية إلى «أتمنى أن تتفتح أسبيديسترا». تم إصدار الفيلم المقتبس عام 1997 في الولايات المتحدة باسم ميرى وار.
«حافظ على أسبيديسترا تطير!» هو السطر الأخير من نكسس بواسطة هينرى ميلر. امتلك أورويل بعض أعمال ميلر أثناء عمله في ركن محبى الكتب. تم حظر الكتب في المملكة المتحدة في ذلك الوقت. (لكن نكسسلم يكن واحدًا منهم، حيث لم يتم نشره إلا بعد عدة سنوات من وفاة أورويل.) [16]

## النقد الادبى
كتب سيرل كونيلى مراجعتين في وقت نشر الرواية. [17] في الديلي تلغراف وصفه بأنه «كتاب وحشي ومرير»، وكتب أن «الحقائق التي طرحها المؤلف غير مقبولة لدرجة أن المرء ينتهي بالرهبة من ذكرها». [18] في New ستاستمان الجديد كتب أنه قدمها «وصف مروع وصارخ للفقر»، وأشار إلى «لغته الواضحة والعنيفة، مما يجعل القارئ يشعر أحيانًا أنه جالس على كرسي طبيب الأسنان مع أزيز الحفر».
للحصول على نسخة من برنامج تلفزيون بي بي سي أومنيبوس، (الطريق إلى اليسار، بث في 10 يناير 1971)، أجرى ميلفين براج مقابلة مع نورمان ميلر. قال براج إنه «افترض للتو أن ميلر قد قرأ أورويل. في الحقيقة إنه غاضب منه». من دع الدريقة تطير قال: «إنه مثالي من الصفحة الأولى إلى الأخيرة». [20]
كتب أورويل في رسالة إلى جورج وودكوك بتاريخ 28 سبتمبر 1946 أن دع الدريقة تطير كان واحدًا من كتابين أو ثلاثة من كتبه التي كان يخجل منها لأنه «كتب ببساطة كتدريب ولا يجب أن أنشره، لكني كنت بحاجة ماسة إلى المال. في ذلك الوقت لم يكن لدي كتاب في داخلي، لكنني كنت نصف جائع واضطررت إلى إخراج شيء ما لجلب 100 جنيه إسترليني أو نحو ذلك.»[21] مثل ابنة رجل الدين، أورويل لم يرغب في إعادة طباعة الكتاب خلال حياته. [22] وجد كاتب سيرة أورويل، جيفري مايرز، أن الرواية تشوبها نقاط ضعف في الحبكة والأسلوب والتوصيف، لكنه أشاد «بالجودة المؤثرة والمؤثرة التي تأتي من تصوير أورويل الإدراكي للعزلة والوحدة للفقر، ومن استجابة روزماري الرقيقة لبؤس غوردون اللئيم». [23] حازت الرواية على معجبين آخرين إلى جانب ميلر، ولا سيما ليونيل تريلينج، الذي وصفها بأنها «خلاصة لكل الانتقادات التي وجهت إلى الحضارة التجارية على الإطلاق».
وجد تسكو فيغيل، المحرر الأدبي لمجلة تربيون من عام 1945 إلى عام 1949، وصديق وزميل لأورويل خلال السنوات العشر الأخيرة من حياة أورويل، أنه من المثير للاهتمام أنه "من خلال جوردون كومستوك، أعرب أورويل عن كراهيته العنيفة لحياة لندن المزدحمة والإعلانات الجماعية - وهي فكرة سابقة هنا من ألف وتسعمائة وأربعة وثمانون.أورويل لديه رد فعل جوردون على ملصق يقول أن طاولة الزاوية تستمتع وجبته مع بوفيكس بطريقة توحي بالفعل بتلك الموجودة في الرواية اللاحقة:
«فحص جوردون الشيء بحميمية الكراهية... طاولة الزاوية تبتسم لك، على ما يبدو متفائل، مع وميض من الأسنان الزائفة. ولكن ما وراء الابتسامة؟ الخراب، والفراغ، ونبوءات الهلاك. - لأنك لا تستطيع ذلك. انظر [-] خلف ذلك الرضا الذاتي اللطيف، ذلك التافه المليء بالحيوية، لا يوجد شيء سوى الفراغ المخيف، واليأس السري؟ وأصداء الحروب المستقبلية.»[25]
أشارت كاثرين بلونت أيضًا إلى موضوع زوجين من لندن يحتاجان إلى الذهاب إلى الريف من أجل العثور على مكان خاص لممارسة الجنس، والذي يحتل مكانًا مهمًا في حبكة "Aspidistra" والذي تم تناوله بشكل بارز في "98". - أربعة ". [26] قال كاتب سيرة أورويل دي جي تايلور عن كومستوك، "مثل دوروثي في ابنة رجل الدين ومثل وينستون سميث في 1984، فإنه يتمرد ضد النظام ويبتلعه في النهاية ... مثل وينستون سميث، يتمرد، التمرد يفشل، وعليه أن يتوصل إلى تسوية مع عالم كان قد استخف به من قبل ". [22]

## ملخص للقصة
أعلن جوردون كومستوك الحرب على ما يراه «اعتمادًا شاملاً» على المال من خلال ترك وظيفة واعدة كمؤلف إعلانات لشركة إعلانات تُدعى «نيو ألبيون» - حيث أظهر مهارة كبيرة - وأخذ أجرًا منخفضًا بدلاً من ذلك، ظاهريًا حتى يتمكن من كتابة الشعر. ينحدر جوردون من خلفية عائلية محترمة حيث تبددت الثروة الموروثة الآن، ويستاء من الاضطرار إلى العمل من أجل لقمة العيش. ومع ذلك، فإن «الحرب» (والشعر) لا تسير على ما يرام بشكل خاص، وتحت ضغط «نفيه المفروض على الذات» من الثراء، أصبح جوردون سخيفًا، تافهاً وعصابياً للغاية ز.يعيش كومستوك بدون كماليات في غرفة نوم في لندن، وهو ما يوفره من خلال العمل في مكتبة صغيرة يملكها سكوت، ماكيكني. إنه يعمل بشكل متقطع في ماغنوم أوبس يخطط أن يسميه «متع لندن»، واصفًا يومًا في لندن؛ وفي الوقت نفسه، فإن عمله المنشور الوحيد، وهو مجلد صغير من الشعر بعنوان الفئران، يجمع الغبار على الرف المتبقي. إنه راضٍ في نفس الوقت عن وجوده الضئيل ويحتقره أيضًا. يعيش بلا طموح مالي ولا يحتاج إلى «عمل جيد»، لكن ظروفه المعيشية غير مريحة ووظيفته مملة.
كومستوك «مهووس» بما يراه تفشيًا للمال («إله المال»، كما يسميه) وراء العلاقات الاجتماعية، وهو يشعر بالثقة من أن النساء سوف يجدنه أكثر جاذبية إذا كان أفضل حالًا. في بداية الرواية، شعر أن صديقته روزماري واترلو، التي التقى بها في نيو ألبيون والتي تواصل العمل هناك، غير راضية عنه بسبب فقره. مثال على إحراجه المالي هو عندما يكون يائسًا للحصول على نصف لتر من البيرة في الحانة المحلية الخاصة به، لكنه نفد مصروف الجيب ويخجل من تناول مشروب من زميله، فلاكسمان.
يتفق فيليب رافيلستون، أحد أصدقاء كومستوك المتبقين، وهو ماركسي ينشر مجلة تدعى عدو للمسيح، مع كومستوك من حيث المبدأ، لكنه يريح نفسه بشكل مريح وهذا يسبب توترًا عندما تصبح المآسي العملية لحياة كومستوك واضحة. ومع ذلك، فهو يحاول نشر بعض أعمال كومستوك وقد أدت جهوده، دون علم كومستوك، إلى نشر الفئران عبر أحد جهات الاتصال الخاصة بالناشرين.
ليس لدى غوردون وروزماري سوى القليل من الوقت معًا - فهي تعمل في وقت متأخر وتعيش في نزل، وتحظر الزائرات من النساء المستأجرات. ثم في إحدى الأمسيات، بعد أن اتجه جنوبًا وكان يفكر في النساء - هذه المرأة التي تعمل بشكل عام، وروزماري بشكل خاص - صادف أن رأى روزماري في أحد أسواق الشوارع. لن تمارس روزماري الجنس معه لكنها تريد أن تقضي يوم أحد معه، في الريف بالقرب من برنهام بيتشيز. عند فراقهما، وهو يستقل الترام من طريق محكمة توتنهام عائدا إلى سريره، يشعر بالسعادة ويشعر أنه بطريقة ما تم الاتفاق بينهما على أن تكون روسمارى خليلته. ومع ذلك، فإن ما كان يُقصد به أن يكون يومًا ممتعًا بعيدًا عن لندن يتحول إلى كارثة عندما يختارون، على الرغم من الجوع، المرور بحانة `` منخفضة المظهر إلى حد ما '' ، وبعد ذلك، غير قادرين على العثور على حانة أخرى، يضطرون تناول وجبة غداء غير شهية في فندق فاخر باهظ الثمن. يتعين على جوردون دفع الفاتورة بكل الأموال التي خصصها لرحلتهم ومخاوف بشأن الاضطرار إلى اقتراض المال من روزماري. في الريف مرة أخرى، كانوا على وشك ممارسة الجنس لأول مرة عندما دفعته بعنف إلى الخلف - لم يكن يستخدم وسائل منع الحمل. يهاجمها. «المال مرة أخرى، كما ترى! ... تقول إنك» لا تستطيع «إنجاب طفل ... تقصد أنك لا تجرؤ ؛ لأنك ستفقد وظيفتك وليس لدي أي مال وكلنا سوف يموتون جوعا».
بعد أن أرسل قصيدة إلى إحدى المطبوعات الأمريكية، يتلقى جوردون فجأة منهم شيكًا بقيمة عشرة جنيهات - وهو مبلغ كبير بالنسبة له في ذلك الوقت. ينوي تخصيص النصف لأخته جوليا ، التي كانت موجودة دائمًا لإقراضه المال والدعم. يعالج روزماري ورافيلستون على العشاء ، الذي يبدأ جيدًا ، لكن المساء يتدهور مع تقدمه. يحاول جوردون ، وهو مخمور ، أن يفرض نفسه على روزماري لكنها توبخه بغضب وتغادر. يواصل غوردون الشرب ، وينتهي به الأمر مفلساً وفي زنزانة للشرطة في صباح اليوم التالي. إنه يشعر بالذنب بسبب فكرة عدم قدرته على سداد الأموال التي يدين بها لأخته ، لأن ورقته البالغة 5 جنيهات إسترلينية قد ضاعت ، أو أعطيت أو سُرقت من قبل ، إحدى الفطائر.
يدفع رافيلستون غرامة مالية جوردون بعد مثوله القصير أمام القاضي ، لكن مراسلًا يسمع عن القضية ويكتب عنها في الجريدة المحلية. أدت الدعاية التي تلت ذلك إلى فقدان جوردون وظيفته في المكتبة ، وبالتالي ، نمط حياته «المريح» نسبيًا. بينما يبحث «جوردون» عن وظيفة أخرى ، تتدهور حياته ويصاب شعره بالركود. بعد أن عاش مع صديقه رافيلستون ، انتهى المطاف بجوردون بالعمل ، هذه المرة في لامبيث ، في متجر كتب آخر ومكتبة رخيصة للإقراض بنس واحد يملكها السيد تشيزمان الشرير ، حيث كان يدفع أجرًا أقل من 30 شلنًا في الأسبوع. وهذا يقل بمقدار 10 ماركات عما كان يكسبه من قبل ، لكن اورد وردون راضٍ ؛ «الوظيفة ستفي بالغرض. لم تكن هناك مشكلة في عمل مثل هذا ؛ لا مجال للطموح ولا جهد ولا أمل.» عاقدة العزم على الانحدار إلى أدنى مستوى في المجتمع ، يأخذ غوردون غرفة جلوس مفروشة في زقاق قذر موازٍ لامبث كت. تسعى كل من جوليا وروزماري ، «في الدوري الأنثوي ضده»، إلى إقناع جوردون بالعودة إلى وظيفته «الجيدة» في وكالة إعلانات نيو ألبيون.
بعد أن تجنبت روزماري جوردون لبعض الوقت ، جاءت فجأة لزيارته ذات يوم في مساكنه الكئيبة. على الرغم من فقره المدقع ورثته ،
جورج أورويل
هو الاسم المستعار لـ إريك آرثر بلير (بالإنجليزية: Eric Arthur Blair) ولد في 25 يونيو 1903م وتوفي في 21 يناير 1950م)، صحافي وروائي بريطاني. كتب أورويل في النقد الأدبي والشعر الخيالي والصحافة الجدلية. أكثر شيء عرف به هو عمله الديستوبي رواية 1984 التي كتبها في عام 1949م وروايته المجازية مزرعة الحيوان عام 1945م والتين تم بيع نسخهم معا أكثر من أي كتاب آخر لأي من كتاب القرن الواحد والعشرون. كتابه تحية لكتالونيا في عام (1938) كان ضمن رصيد خبراته في الحرب الأهلية الإسبانية، والمشهود به على نطاق واسع على أنه مقاله الضخم في السياسية والأدب واللغة والثقافة. في عام 2008م وضعته صحيفة التايمز في المرتبة الثانية في قائمة «أعظم 50 كاتب بريطاني منذ عام 1945».

## أشهر اقتباساته[عدل]
- أن تخسر الحرب أسرع طريقة لإنهائها.
- السلطة ليست وسيلة ، ولكنها غاية . لا أحد يقيم دكتاتورية من أجل الحفاظ على الثورة ، الواحد يجعل من الثورة إرساء لنظام الحكم الدكتاتوري.
- لا زيادة في الثروة ، لا تقدم في الأخلاق، أي إصلاح أو ثورة لم تقدم المساواة بين البشر ملليمتر في اقرب وقت.
- لن يثوروا حتى يعوا ولن يعوا حتى يثوروا .

|  | اقرأ عن جورج أورويل. في ويكيبيديا، الموسوعة الحرة |

“إنهُ الخوف الذي يملأ قلب كل شخص عاقل والذي يرى أبعد مِما يراهُ الآخرون .”
- أربعة أرجل جيدة، رجلين سيئة.

## الشخصيات
- غوردون كومستوك - شاب «مثقف وذكي بشكل معقول» يمتلك «موهبة الكتابة».
- روزماري واترلو - صديقة كومستوك ، التي التقى بها في وكالة الإعلانات ، والتي تعيش في نزل للنساء وتتمتع بطابع متسامح ، ولكن عن من يتم الكشف عن القليل غيره ،
- فيليب رافيلستون - الناشر اليساري الثري ومحرر مجلة (عدو للمسيح)الذي يدعم ويشجع كومستوك. بالنسبة له ، يستمر في القيام بذلك:
- «فتاة طويلة ، صعبة المراس [-] كانت طبيعتها بسيطة وعاطفية.», ويسبتش - مالكة منزل السكن في طريق ويلوبيد والتي تفرض قواعد صارمة على المستأجرين ، بما في ذلك كومستوك
- السيد فليكسمان- زميل كومستوك ، بائع متجول شركة ملكة سبأ لمستلزمات المرحاض والذي تم فصله مؤقتًا عن زوجته.
- السيد ماكشين - الإسكتلندي الكسول ذو الشعر الأبيض واللحية البيضاء ، الذي يمتلك أول مكتبة ،
- السيد تشيزمان - صاحب المكتبة الثانية الشرير والمريب ،
- السيد إرسكين - رجل كبير بطيء الحركة وله عريض ، ذو وجه صحي ، بلا تعبير ، وهو المدير الإداري لوكالة الإعلانات ، شركة نيو ألبيون للدعاية ، وترقية جوردون إلى منصب مؤلف الإعلانات.

## روابط خارجية
- دع الدريقة تطير على موقع الموسوعة البريطانية (الإنجليزية)